# Taurodemus
Taurodemus — вид жуків родини Довгоносики (Curculionidae).

## Поширення
Представники роду поширені у Центральній та Південній Америці від Мексики до Бразилії.

## Види
- Taurodemus bicornutus
- Taurodemus ebenus
- Taurodemus flavipes
- Taurodemus godmani
- Taurodemus lenis
- Taurodemus pandulus
- Taurodemus perebeae
- Taurodemus ruber
- Taurodemus salvini
- Taurodemus sanguinicollis
- Taurodemus sharpi
- Taurodemus splendidus
- Taurodemus varians